# Дружево
Дружево е село в Западна България. То се намира в Община Своге, Софийска област.

## География
Село Дружево се намира в планински район. Състои се от отделни махали, разположени от 800 до 1000 метра надморска височина в планината Козница (дял от Стара планина) на границата между областите София, Враца и Монтана. То е на 5 – 6 км от село Миланово и на около 20 км от град Вършец, където има минерални бани за ставни и костни болести. Над селото се намира връх Гарванец, на върхът точно се намира пещера, голямата част от нея е взривена от иманяри и в момента е останала малка част от нея. Природата е изключително богата на билки, включително и има насаждения от мурсалски чай.

## История
Селото е възникнало около 1800 година. Първите жители са преселници от близки райони, които намират добри условия за препитание. Старото му име е с. Дупни връх. Голяма част от жителите на селото са взели дейно участие в Септемврийското въстание от 1923 г.

## Културни и природни забележителности
В землището на селото съществуват останки от основите на две църкви. Едната е в центъра на селото, а другата в много ниско планинско дере, под днешното село. Там е съществувала голяма махала със собствена църква, но на връщане, след превземането на Видин (1396 г.) турците я виждат и я опожаряват. Тогава е започнало постепенното и поетапно заселване в днешните предели на селото. През XVII – XVIII век районът е заселен от преселници от Източна България. Гробищата на днешното село са своеобразен етнографски паметник. Запазени са паметни плочи от XIX и началото на XX век. Планинският масив около селото е бил обект на присъствие от хайдушки чети. Правени са много иманярски опити за търсене на скрити хайдушки съкровища, но според местните иманетата са прокълнати. Селска легенда гласи, че земляк от селото намерил скрити стари пари и жълтици от опожарената от турците църква. Забогатял, но не след дълго се разболял тежко и се споминал. Преди да умре, решил да върне всичко намерено там, откъдето го взел. След време друг открил „прокълнатото имане“ и той умрял млад, въпреки че знаел предисторията. Не върнал откритото, а наследниците му също били съпътствани от тежки болести и ранна смърт.

## Редовни събития
Всяка година се провеждат т. нар. оброци. На точно определени места се правят курбани за здраве и берекет, обикновено на всеки такъв събор има християнски кръст, а самите оброци се организират от отделни фамилии и родове. Най-големия оброк се прави на Петров ден.

## Други

### Кухня
Кухнята на дружевчани много прилича на тази в село Миланово. Някои ястия са останали от времето на османската власт.